# Верхнечелюстной нерв
Верхнечелюстно́й нерв (лат. n. maxillaris) — вторая ветвь тройничного нерва, чувствительная. Начинается от тройничного узла (лат. ganglion trigeminale). Выходит из полости черепа через круглое отверстие (лат. foramen rotundum). После выхода из круглого отверстия попадает в крылонебную ямку, где делится на следующие ветви:
- Подглазничный нерв;
- Узловые ветви;
- Скуловой нерв[1].

## Подглазничный нерв
Подглазничный нерв (лат. n. infraorbitalis) — наиболее мощная из всех ветвей верхнечелюстного нерва, которая является как бы его прямым продолжением. Из крыловидно-небной ямки нерв через нижнюю глазничную щель входит в полость глазницы, идет в подглазничной борозде и, пройдя подглазничный канал, выходит через подглазничное отверстие на переднюю поверхность лица в области клыковой ямки и разделяется на ветви:
1. Нижние ветви век (лат. rr. palpebrales inferiores) иннервируют кожу нижнего века и область угла глаза;
2. Наружные и внутренние носовые ветви (лат. rr. nasales externi et interni) многочисленные, иннервируют кожу боковой стенки носа по всей её длине, начиная от внутреннего угла глаза, до окружности отверстия ноздри;
3. Верхние губные ветви (лат. rr. labiales superiores) направляются к коже и слизистой оболочке верхней губы, деснам и крыльям носа;
4. Верхние альвеолярные нервы (лат. nn. alveolares superiores) по пути от подглазничного нерва отдают ветви к зубам верхней челюсти:

а) Задние верхние альвеолярные ветви (лат. rr. alveolares superiores posteriores) начинаются 2—3 ветвями от ствола подглазничного нерва ещё до его вхождения в нижнюю глазничную щель, направляются к бугру верхней челюсти и, вступив в одноименные отверстия, проходят по каналам, расположенным в толще кости, к корням трех больших коренных зубов верхней челюсти; 
б) Средняя верхняя альвеолярная ветвь (лат. r. alveolaris superior medius) — довольно мощный ствол. Отходит от подглазничного нерва в подглазничной борозде. Направляясь вниз и вперед, нерв ветвится в толще наружной стенки верхнечелюстной пазухи, анастомозирует с верхним задним и передним альвеолярными нервами и подходит к малым коренным зубам верхней челюсти;  
в) Передние верхние альвеолярные ветви (лат. rr. alveolares superiores anteriores) самые мощные. Отходят 1—3 ветвями от подглазничного нерва почти перед его выходом через подглазничное отверстие. Эти ветви проходят через передние альвеолярные каналы в толще передней стенки верхнечелюстной пазухи и, направляясь немного вперед и вниз, разветвляются на несколько зубных ветвей и носовую ветвь. Первые подходят к резцам и клыкам верхней челюсти, а вторая принимает участие в иннервации переднего отдела слизистой оболочки дна полости носа.
Верхние альвеолярные нервы соединяются между собой в канальцах альвеолярного отростка верхней челюсти и образуют верхнее зубное сплетение (лат. plexus dentalis superior).
Ветви этого сплетения под названием верхних зубных и верхних десневых ветвей (лат. rr. dentales et gingivales superiores) направляются к зубам и соответствующим участкам десны верхней челюсти.

## Узловые ветви
Узловые ветви (лат. rr. ganglionares) представлены 2—3 короткими тонкими нервами, которые подходят к крылонебному узлу (лат. ganglion pterygopalatinum).
Часть волокон этих нервов входит в узел; другие соединяются с ветвями, отходящими от крылонебного узла.
Ветви крылонебного узла:
1. Глазничные ветви (лат. rr. orbitales);
2. Медиальные и латеральные верхние задние носовые ветви (лат. rr. nasales posteriores superiores mediates et laterales);
3. Глоточная ветвь (лат. r. pharyngeus);
4. Большой небный нерв (лат. n. palatinus major);
5. Малые небные нервы (лат. nn. palatini minores)[3].

## Скуловой нерв
Скуловой нерв (лат. n. zygomaticus) отходит от верхнечелюстного нерва в области крыловидно-небной ямки и вместе с подглазничным нервом через нижнюю глазничную щель входит в глазницу, располагаясь на её наружной стенке. По своему ходу скуловой нерв имеет соединительную ветвь со слезным нервом (от глазного нерва), состоящую из волокон, отходящих от крылонебного узла.
В дальнейшем скуловой нерв входит в скулоглазничное отверстие и внутри скуловой кости делится на две ветви:
1. Скулолицевая ветвь (лат. r. zygomaticofacialis) выходит из одноименного отверстия, заканчиваясь в коже щеки и латерального угла глаза;
2. Скуловисочная ветвь (лат. r. zygomaticotemporalis) выходит также из одноименного отверстия и разветвляется в коже виска и латеральной части лба.

Оба нерва концевыми ветвями широко соединяются с лицевым нервом.

## Иннервация зубов верхней челюсти
Таким образом, зубы верхней челюсти иннервируются следующими нервами:
- Моляры—задними верхними альвеолярными нервами;
- Премоляры—средними верхними альвеолярными нервами;
- Клыки и резцы—передними верхними альвеолярными нервами.

Все эти нервы являются ветвями подглазничного нерва. Подглазничный нерв является ветвью верхнечелюстного, а верхнечелюстной—тройничного.